# 昔马镇
昔马镇，是中华人民共和国云南省德宏傣族景颇族自治州盈江县下辖的一个乡镇级行政单位。

## 行政区划
昔马镇下辖以下地区：
胜利村、保边村和团结村。